# Azelia parva
Azelia parva är en tvåvingeart som beskrevs av Camillo Rondani 1866. Azelia parva ingår i släktet Azelia och familjen husflugor. Inga underarter finns listade i Catalogue of Life.